# Kerülen
A Kerülen (mongolul Хэрлен [Herlen], kínaiul 克鲁伦河, pinjin átírással Kèlǔlún hé) folyó Mongólia keleti és Kína északkeleti részén. Kelet-Mongólia egyetlen jelentősebb folyója. Neve feltehetően tunguz eredetű, egy széles völgy, lapály jelentésű szóval hozható kapcsolatba.

## Földrajz
Hossza: 1254 km, vízgyűjtő területe 120 000 km².
Mongólia északi részén, a Hentij-hegységben ered (az Onon-folyó forrásához közel) és Kína északkeleti részén, a Hulun-(Dalaj)-tóba torkollik.
Töv ajmag területén, felső folyásának egy rövid szakaszán hegyi folyó, itt több kisebb mellékfolyót vesz fel. Kezdetben déli irányba tart, majd a hegyeket elhagyva fokozatosan északkelet felé fordul és a kelet-mongóliai sztyeppén, Hentij és Dornod  ajmagon folyik keresztül. Sekélyvizű folyó, völgyének ezen a leghosszabb, sztyeppei részén nyáron és télen egyaránt kevés a csapadék.
Partjain két város épült, a két tartományi központ: Öndörhán és Csojbalszan. Az Öndörhán előtti szakaszon néhány kisebb bal oldali mellékfolyója van, de medrük gyakran teljesen kiszárad. Öndörhántól a torkolatig tartó több száz kilométeres szakaszon mellékfolyója nincs. A folyó utolsó, 164 km-es szakaszát Kína északkeleti részén, a Belső-Mongólia Autonóm Területen teszi meg és a Hulun- (más néven Dalaj)-tóba ömlik. Magas vízállás esetén az 539 m tengerszint feletti magasságban elterülő tó vize elfolyik a 30 km-re lévő Arguny folyóba.